# Мора, Эйнер
Эйнер Мора Мора (исп. Heiner Mora Mora; род. 20 июня 1983, Гуасимо, Лимон, Коста-Рика) — коста-риканский футболист, защитник. Выступал в сборной Коста-Рики.

## Карьера

### Клубная
Родился 20 июня 1984 года в городе Гуасимо. Воспитанник юношеских команд футбольных клубов «Эредиано» и «Сантос де Гуапилес». Во взрослом футболе дебютировал в 2005 году выступлениями за клуб «Сантос де Гуапилес», в котором провёл два сезона, приняв участие в 43 матчах чемпионата. Большинство времени, проведённого в составе «Сантос де Гуапилес», был основным игроком защиты команды.
Впоследствии с 2007 по 2011 год играл в составе команд клубов «Брухас» и «Универсидад де Коста-Рика». В течение 2011—2014 годов защищал цвета клубов «Сантос де Гуапилес», «Саприсса», «Хёнефосс» и «Белен». Вновь выступал за «Саприссу» в 2014—2019 годах. Сезон 2019/20 провёл в клубе «Перес-Селедон». В сезоне 2020/21 выступал во втором дивизионе в клубе «Баррио Мехико».

### В сборной
В 2010 году дебютировал в официальных матчах в составе национальной сборной Коста-Рики. За главную команду страны провёл 21 матч, забив один гол.
В составе сборной был участником розыгрыша Кубка Америки 2011 года в Аргентине и розыгрыша Золотого кубка КОНКАКАФ 2011 в США.
31 мая 2014 года был включён в заявку сборной для участия в чемпионате мира в Бразилии, но перед стартом мундиаля получил травму и был заменён на Дейва Майри.